# Gouvernement Sarmás
IIIe République hellénique
K. Mitsotákis I K. Mitsotákis II
Le gouvernement Sarmás (en grec moderne : Κυβέρνηση Σαρμά) est le gouvernement de la République hellénique du 25 mai au 25 juin 2023.
Cet exécutif, dirigé par le magistrat Ioánnis Sarmás, alors président de la Cour des comptes, ne dispose d'aucun soutien parlementaire puisque sa nomination fait suite à l'impossibilité de constituer une majorité au sein du Parlement grec.
Il succède au gouvernement dirigé par le conservateur Kyriákos Mitsotákis.

## Historique
Les élections législatives du 21 mai 2023 voient le parti conservateur Nouvelle Démocratie devancer très largement les autres formations politiques dont son principal concurrent de gauche SYRIZA, sans pour autant remporter la majorité absolue des sièges au Parlement. Le Premier ministre sortant Kyriákos Mitsotákis, qui refuse d'envisager une coalition, renonce alors à former un gouvernement tout en appelant à la dissolution de l'assemblée récemment élue pour convoquer de nouvelles élections législatives afin d'obtenir une majorité absolue grâce à la prime de sièges accordée au parti arrivé en tête par la loi électorale dans l'éventualité d'un scrutin répété.
Après avoir consulté les dirigeants des partis représentés dans la nouvelle assemblée, la présidente Ekateríni Sakellaropoúlou charge le président de la Cour des comptes Ioánnis Sarmás de former un gouvernement de transition dès le 25 mai pour expédier les affaires courantes jusqu'aux nouvelles élections, prévues pour le mois de juin suivant,.

## Composition
La composition est la suivante :
| Fonction                                                   | Titulaire | Titulaire               | Parti        |
| ---------------------------------------------------------- | --------- | ----------------------- | ------------ |
| Premier ministre                                           |           | Ioánnis Sarmás          | Indépendant  |
| Ministre des Finances                                      |           | Theódoros Pelagídis     | Indépendant  |
| Ministre des Affaires étrangères                           |           | Vasílis Kaskarélis      | Indépendant  |
| Ministre de l'Intérieur                                    |           | Kalliópi Spanoú         | Indépendante |
| Ministre de la Justice                                     |           | Fílippos Spyrópoulos    | Indépendante |
| Ministre de la Défense nationale                           |           | Alkiviádis Stefanís     | Indépendant  |
| Ministre du Travail et des Affaires sociales               |           | Patrína Paparrigopoúlou | Indépendante |
| Ministre de la Santé                                       |           | Anastasía Kotanídou     | Indépendante |
| Ministre de l'Éducation et des Cultes                      |           | Chrístos Kíttas         | Indépendant  |
| Ministre de l'Environnement et de l'Énergie                |           | Pantelís Kápros         | Indépendant  |
| Ministre de la Protection du citoyen                       |           | Charálampos Laloúsis    | Indépendant  |
| Ministre du Développement et des Investissements           |           | Eléni Lourí             | Indépendante |
| Ministre du Tourisme                                       |           | Ioánna Drétta           | Indépendante |
| Ministre de l'Immigration et de l'Asile                    |           | Daniíl Esdrás           | Indépendant  |
| Ministre du Développement rural et de l'Alimentation       |           | Geórgios Tsakíris       | Indépendant  |
| Ministre de la Crise climatique et de la Protection civile |           | Evángelos Tournás       | Indépendant  |
| Ministre des Infrastructures et des Transports             |           | Ioánnis Nkólias         | Indépendant  |
| Ministre de la Marine et de la Politique insulaire         |           | Theódoros Kliáris       | Indépendant  |
| Ministre de l'Administration électronique                  |           | Sokrátis Kátsikas       | Indépendant  |
| Ministre de la Culture et des Sports                       |           | Giórgos Koumentákis     | Indépendant  |
| Ministre d'État                                            |           | Vasílios Skourís        | Indépendant  |
| Porte-parole du gouvernement                               |           | Ilías Siakantáris       | Indépendant  |